# Колвилл, Джон Марк, 4-й виконт Колвилл Калросский
Джон Марк Александр Колвилл, 4-й виконт Колвилл из Калросса (англ. Mark Colville, 4th Viscount Colville of Culross; 19 июля 1933 — 8 апреля 2010) — британский судья и политик, один из 92 наследственных пэров, избранных в Палату лордов после Акта о Палате лордов 1999 года.

## Происхождение
Родился 19 июля 1933 года. Старший сын Чарльза Колвилла, 3-го виконта Колвилла из Калросса (1888—1945), и Кэтлин Миртл Гейл (1905—1986), дочери бригадного генерала Генри Ричмонда Гейла и Кэтлин Джейн Вильерс-Стюарт.
14 марта 1945 года после смерти своего отца 12-летний Марк Колвилл унаследовал титулы 4-го виконта Колвилла из Калросса в графстве Пертшир, 4-го барона Колвилла из Калросса в графстве Пертшир и 13-го лорда Колвилла из Калросса.
Он получил образование в школе Рагби и Нью-колледже Оксфорда, где он получил степень бакалавра гуманитарных наук в области права в 1957 году и степень магистра гуманитарных наук в 1963 году.
Марк Колвилл служил в гренадерской гвардии, дослужился до чина лейтенанта. Принятый в коллегию адвокатов в Линкольнс-Инн в 1960 году, он стал королевским адвокатом в 1978 году и судьей в 1986 году.

## Карьера
Виконт Колвилл Калросский был представителем Великобритании в Комиссии ООН по правам человека (1980—1983), специальным докладчиком ООН по вопросу о положении в области прав человека в Гватемале (1983—1987), он также работал в британском правительстве в качестве председателя Комиссии по закону о психическом здоровье. Он был председателем Совета по условно-досрочному освобождению Англии и Уэльса (1988—1992), регистратором (1990—1993) и судьей Юго-Восточного округа (1993—1999). С 1996 по 2000 год он был членом Комитета ООН по правам человека. С 2001 года он занимал должность помощника комиссара по надзору.

## Частная жизнь
Виконт Колвилл Калросский был женат дважды. 4 октября 1958 года он женился первым браком на Мэри Элизабет Уэбб-Боуэн (1935 — 16 мая 2023), дочери полковника Мостина Хёрда Уиллера Уэбб-Боуэна и Эвелин Флоренс Лейн. В 1973 году супруги развелись. Дети от первого брака:
- Чарльз Марк Таунсенд Колвилл, 5-й виконт Колвилл из Калросса (род. 5 сентября 1959), старший сын и преемник отца.
- Достопочтенный Ричмонд Джеймс Иннис Колвилл (род. 9 июня 1961)
- Достопочтенный Александр Фергус Гейл Колвилл (род. 9 июля 1964)
- Достопочтенный Руперт Джордж Стритфилд Колвилл (род. 17 мая 1966).

В августе 1974 года он женился вторым браком на Маргарет Биргитте Нортон, дочери генерал-майора Сирила Генри Нортона, от брака с которой у него был один сын:
- Достопочтенный Эдмунд Карлтон Колвилл (род. 14 июля 1978)[2].

Виконт Колвилл Калросский скончался в возрасте 76 лет в 2010 году. Его похороны состоялись в церкви Святого Николая в Западном Лексеме.